# Condensat de verre de couleur
Le condensat de verre de couleur est un type extrême de matière permettant de décrire les noyaux atomiques voyageant à des vitesses relativistes.
Selon la théorie de la relativité restreinte d’Albert Einstein, un noyau de haute énergie subit une contraction des longueurs dans la direction de son mouvement. En conséquence, les gluons à l’intérieur du noyau apparaissent à un observateur stationnaire comme un « mur gluonique » voyageant à une vitesse proche de celle de la lumière.
À de très hautes énergies, la densité de gluons dans ce mur augmente considérablement. Contrairement au plasma quark-gluon produit dans la collision de tels murs, le condensat de verre de couleur décrit les murs eux-mêmes, et il est une propriété intrinsèque des particules qui peuvent uniquement être observées dans des conditions de hautes énergies telles qu’au RHIC.

## Explication du terme
Dans l’expression « condensat de verre de couleur », le mot « couleur » se rapporte au type de charge que les quarks et les gluons portent en raison de l’interaction forte.
Le mot « verre » vient du terme utilisé pour la silice et d’autres matériaux qui sont désordonnés et agissent comme des solides dans des échelles de temps courtes mais comme des liquides sur des échelles de temps longues. En effet, dans le « mur de gluons », les gluons sont désordonnés et changent très lentement de position à cause de la dilatation du temps.
« Condensat » signifie que les gluons ont une densité très élevée.

## Intérêt
Le condensat de verre de couleur est important parce qu’il est proposé comme forme universelle de matière qui décrit les propriétés de toutes les particules de hautes énergies interagissant fortement. Il a des propriétés simples qui suivent les principes de base de la théorie des interactions fortes, la chromodynamique quantique.
Il a le potentiel d’expliquer beaucoup de problèmes non résolus tels que la façon dont les particules sont produites dans les collisions de hautes énergies et la distribution de la matière elle-même à l’intérieur de ces particules.